# بندر مارسی
بندر مارسی (به فرانسوی: Vieux-Port de Marseille) یکی از بنادر قدیمی فرانسه و دومین شهر بزرگ این کشور است. این بندر از قدیم و به ویژه در دوران قرون وسطی و در زمان جنگهای صلیبی یکی از مراکز اصلی تجارت و داد و ستد در فرانسه بوده است. بندر مارسی امروزه یکی از بزرگترین جاذبه های گردشگری در اروپا به حساب می آید.  

## نگارخانه

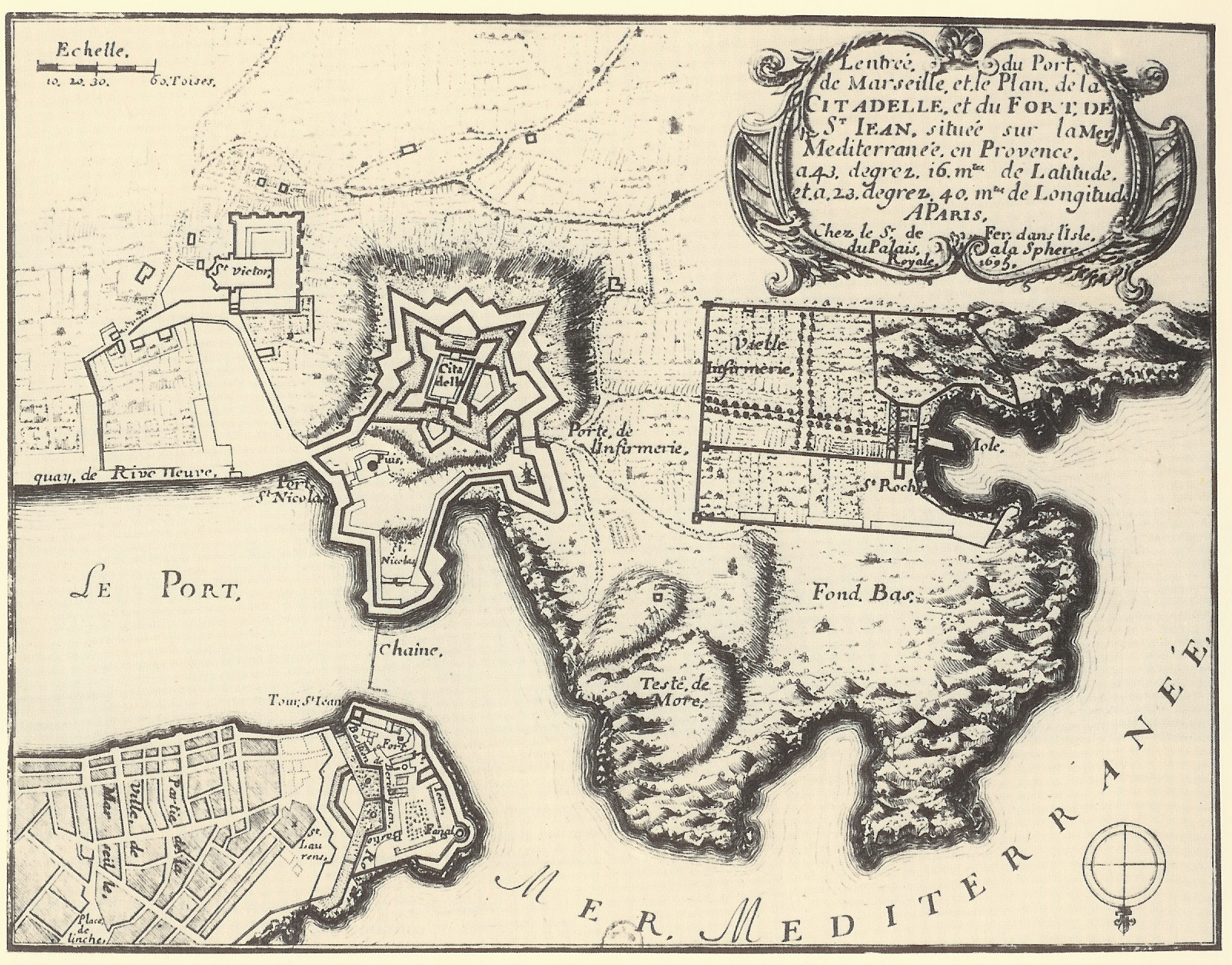
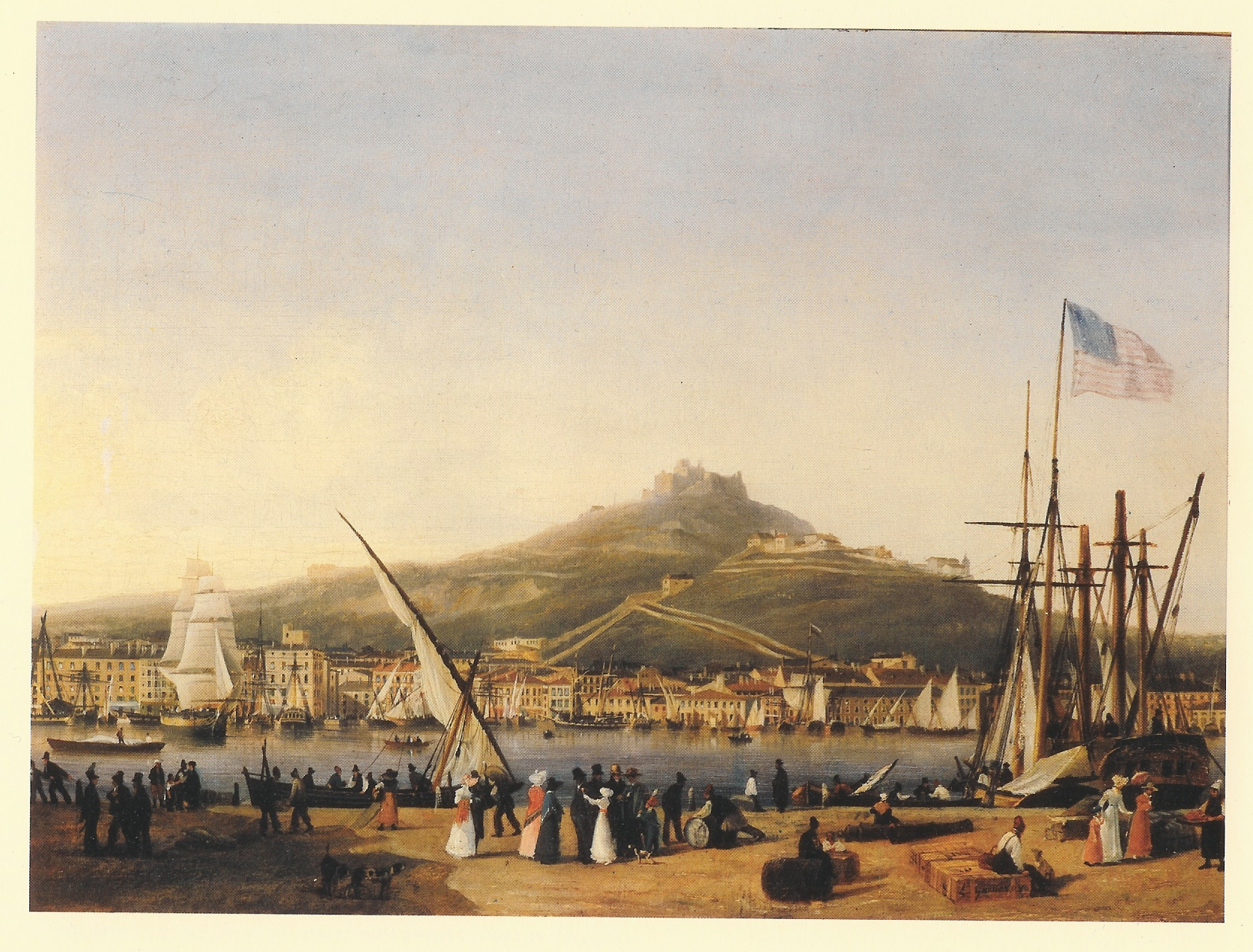
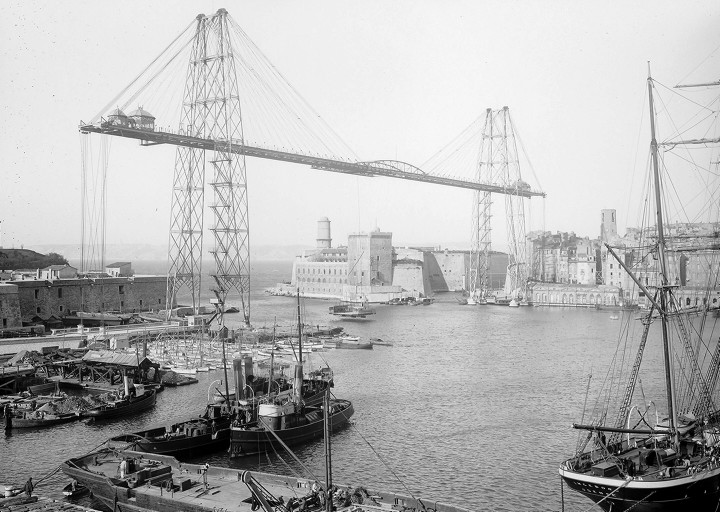
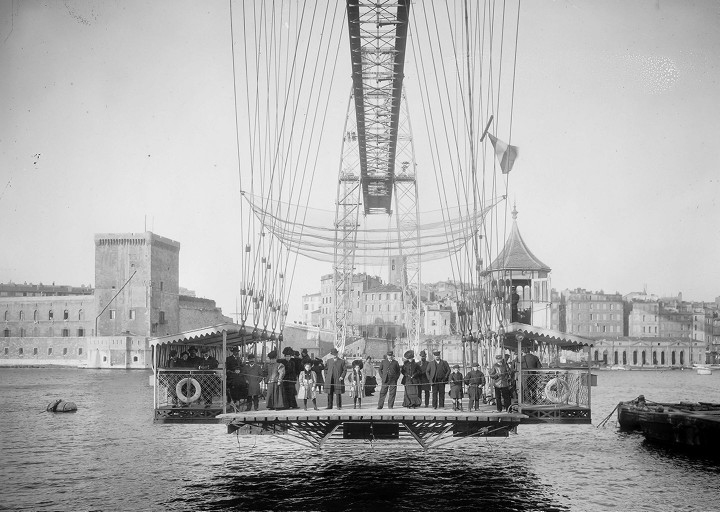
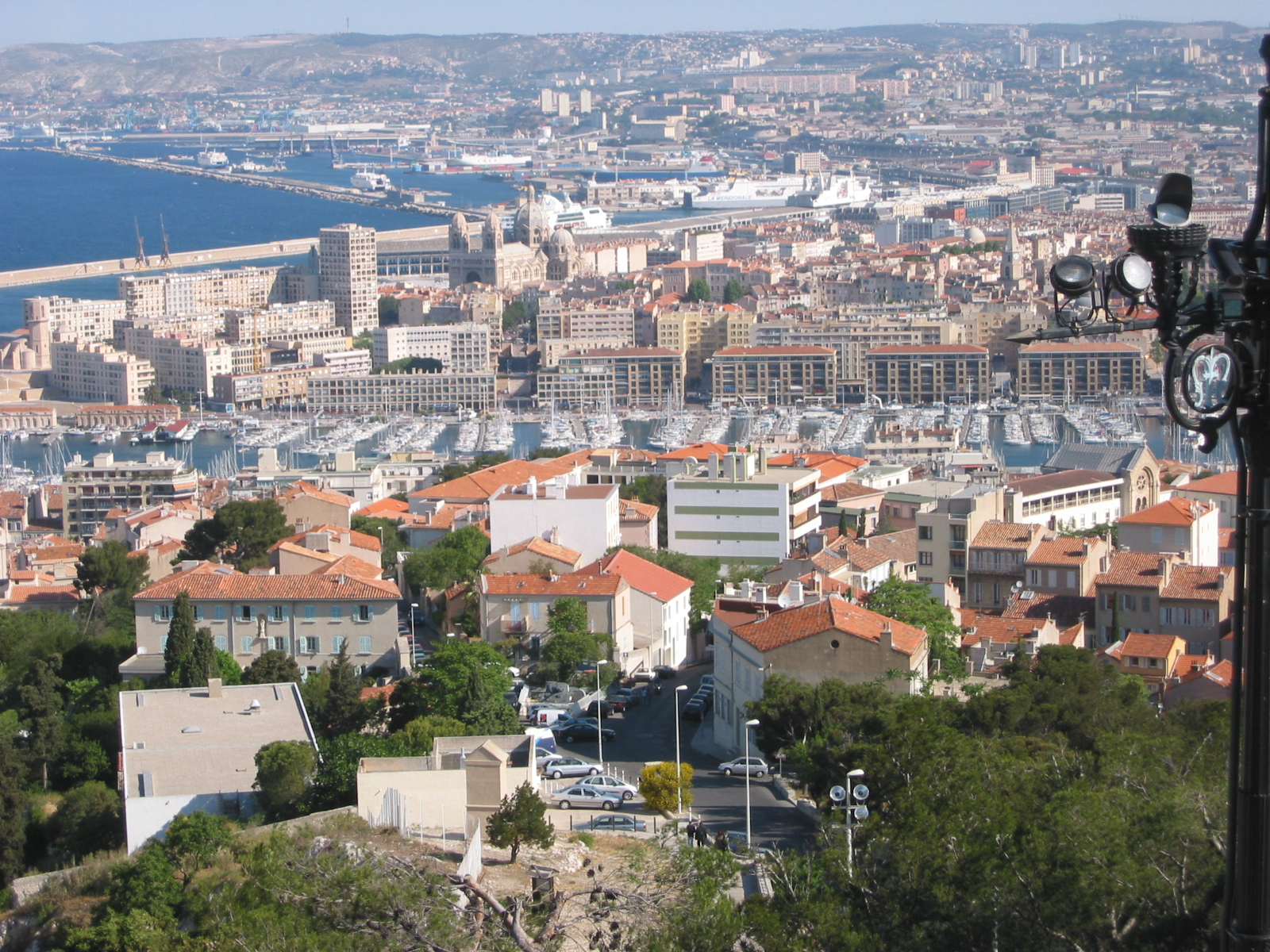
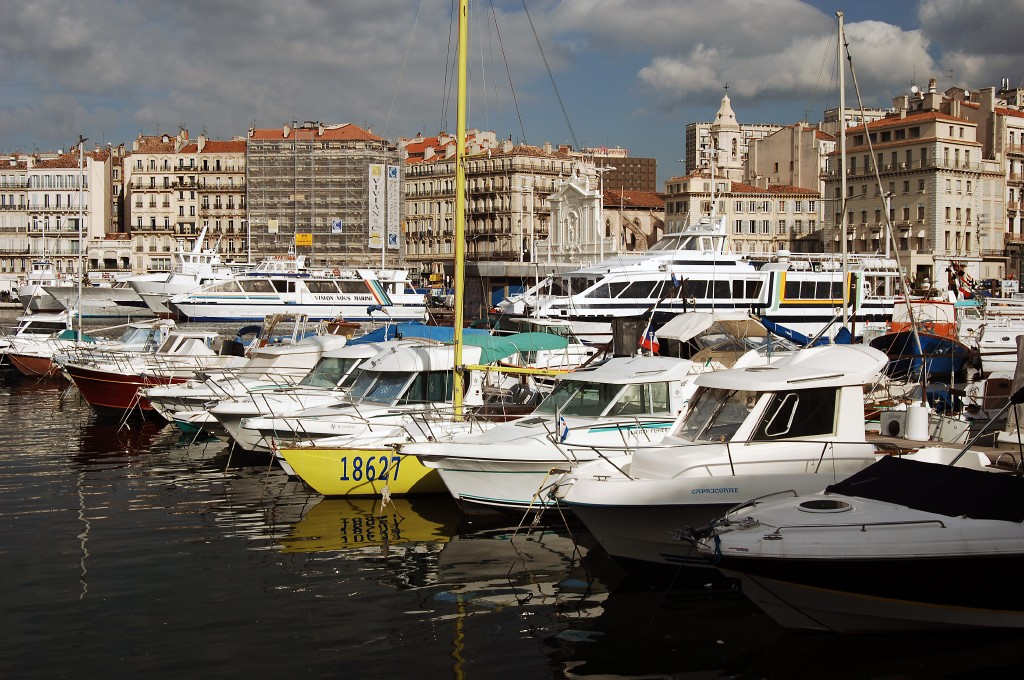
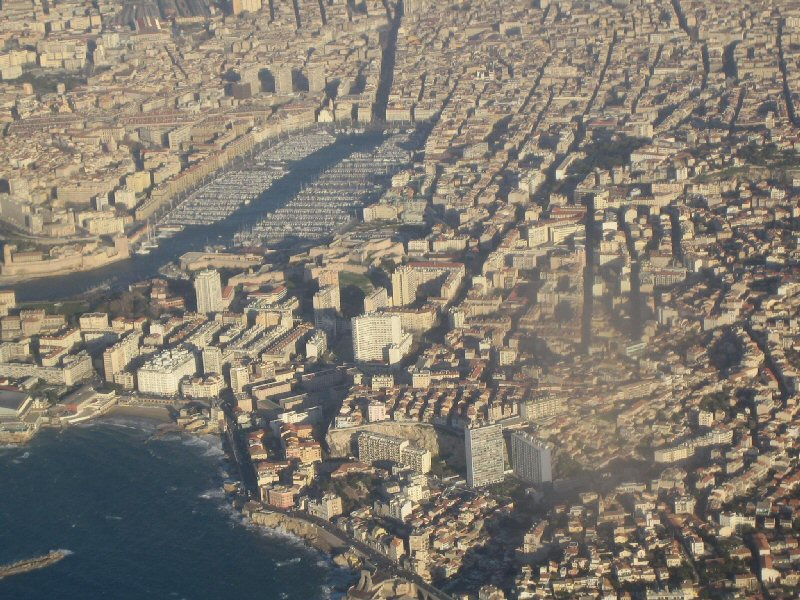
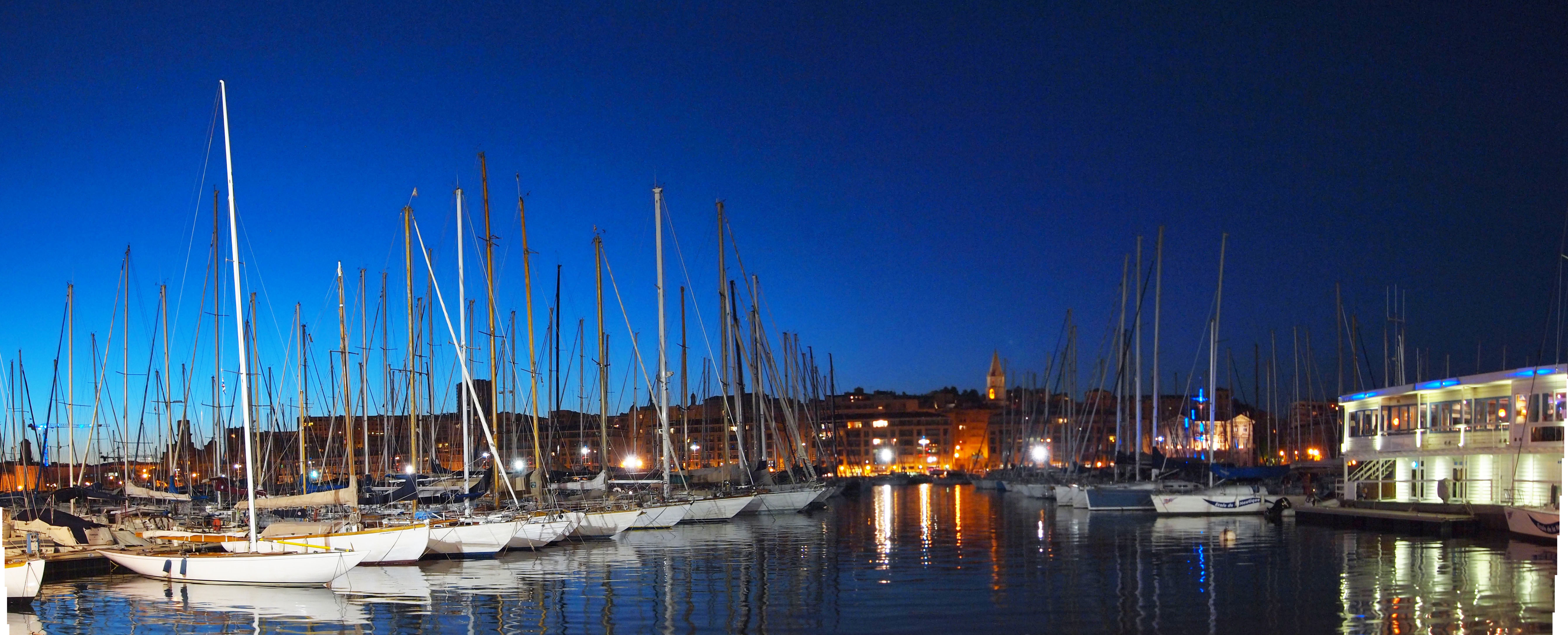

## نمایی زیبا از بندر مارسی

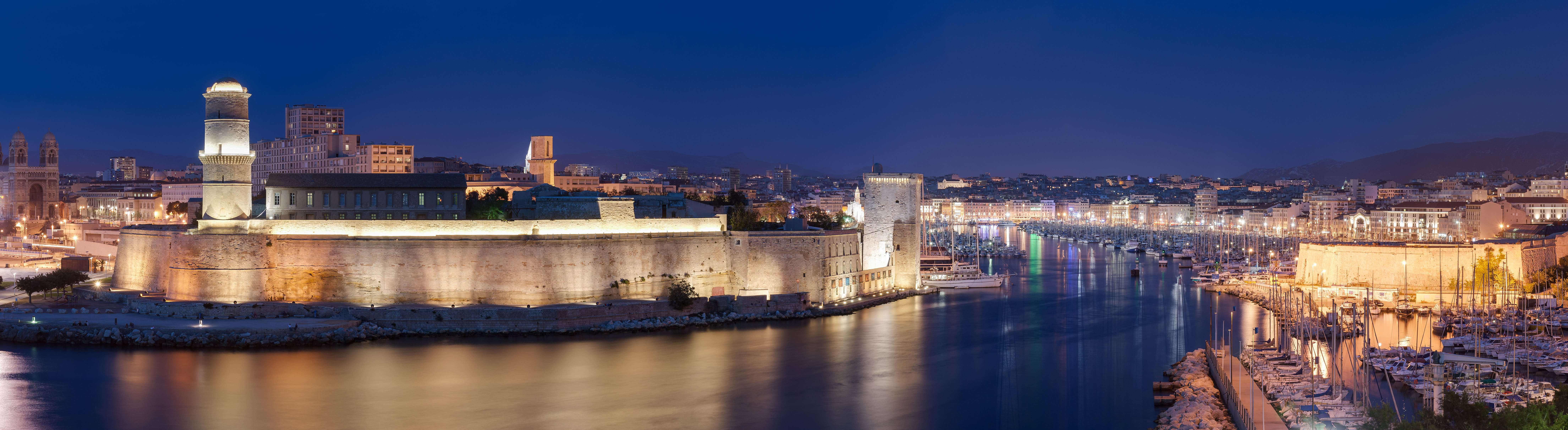
Le vieux port de Marseille, vu du parc du Pharo.